# Alluaudomyia appendiculata
Alluaudomyia appendiculata är en tvåvingeart som beskrevs av Debenham 1971. Alluaudomyia appendiculata ingår i släktet Alluaudomyia och familjen svidknott. Inga underarter finns listade i Catalogue of Life.